# Cosițeni, Iași
Cosițeni este un sat ce aparține orașului Podu Iloaiei din județul Iași, Moldova, România.